# Kang Han-na
Kang Han-na (en coréen : 강한나), né le 30 janvier 1989 à Séoul, est une actrice sud-coréenne,.

## Biographie
Kang a joué plusieurs rôles principaux dans des films et des séries télévisées, notamment Moon Lovers: Scarlet Heart Ryeo (2016), Rain or Shine (2017), Familiar Wife (2018), Start-Up (2020), et My Roommate Is a Gumiho (2021). Kang Han-na a obtenu son baccalauréat et sa maîtrise en théâtre de l'Université Chung-Ang.